# باكو ميناء التجارة البحرية الدولية
باكو ميناء التجارة البحرية الدولية إدارة الدولة.وهو مدير تاليه زيادوف.

## تاريخ

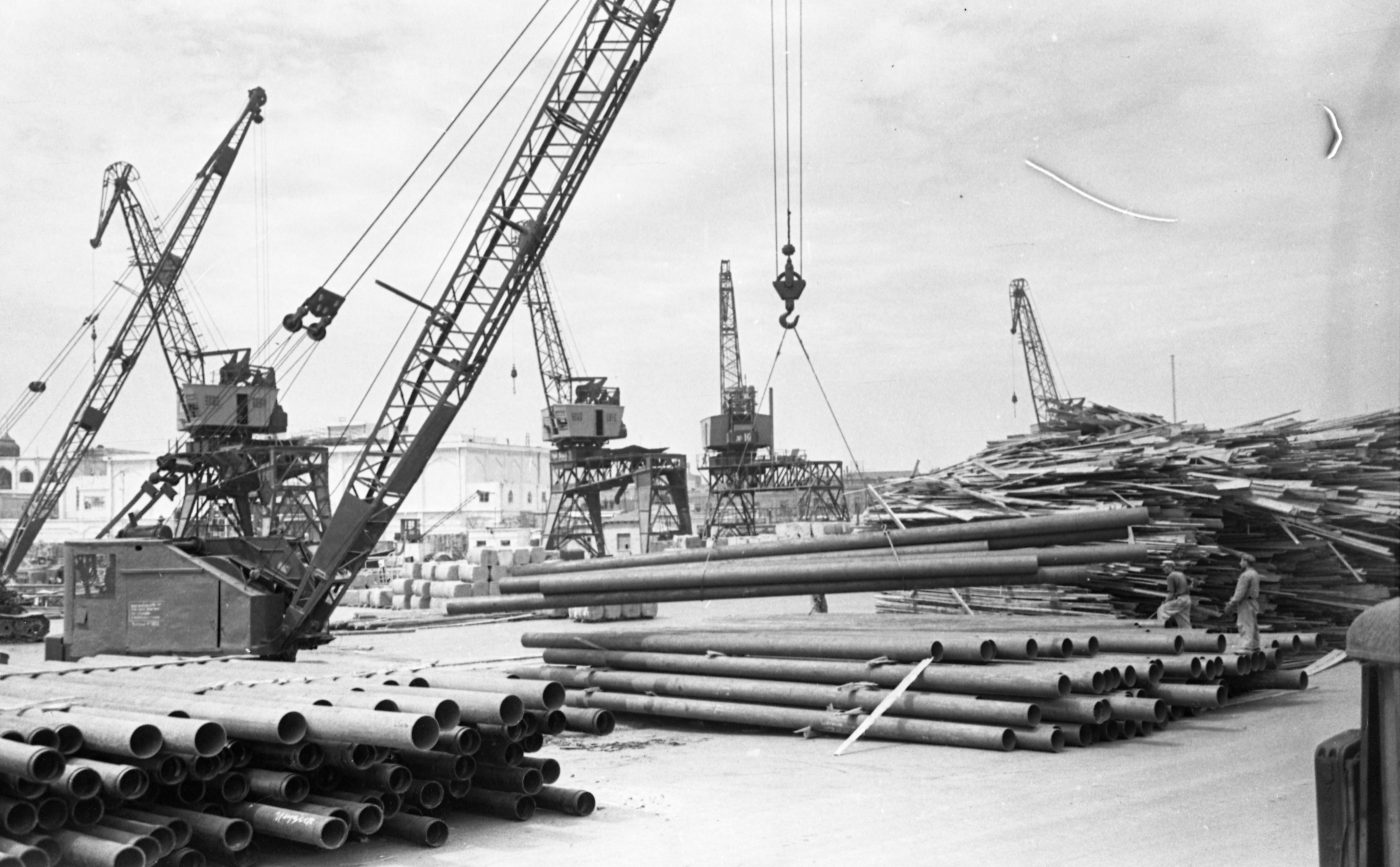
ميناء باكو 1902

تأسست باكو ميناء التجارة البحرية الدولية في عام 1902.وهو أكبر وأهم ميناء في موانئ بحر .ميناء باكو هو أقدم ميناء في بحر قزوين. وهي موجودة في مراحل عديدة من تاريخ بناء الدولة في أذربيجان.وكان ميناء باكو بمثابة جسر بين الشرقوالغرب ويقع على ممر النقل بين الشمال والجنوب الذي يربط طريق الحرير القديم وكذلك شمال أوروبا وروسيا إلى الشرق الأوسط وجنوب آسيا.في عام 1703، كان أكثر من 20 قافلة الهندية تسافر على طول طريق أردبيل في باكو، وتصدير الحرير والنفط والأسماك والفراء والنحاس والحصان والصبغ الطبيعي والكافيار والجلود. في منتصف القرن الخامس عشر، تم اكتشاف طريق تجاري جديد يربط أوروبا الشرقية بالهند على طريق فولغا دون وبحر قزوين.
وفي الفترة من حزيران / يونيه إلى آب / أغسطس 1920، نفذ عدد من أعمال التشييد لضمان النقل الآمن لناقلات النفط في ميناء باكو.من 1923 إلى 1924، بلغ حجم التجارة في ميناء باكو 27.3٪ من إجمالي حجم الشحن في الاتحاد السوفياتي. وقد حولت هذه النتيجة ميناء باكو إلى الميناء الرئيسي للاتحاد السوفيتي.لعب ميناء باكو دورا نشطا في حماية حدود الدولة خلال الحرب العالمية الثانية.وفي فترة زمنية قصيرة، نقلت كميات كبيرة من البضائع من ميناء باكو لتسليمها إلى خط المواجهة.في الأشهر الثلاثة من عام 1942 ارتفع حجم البضائع مرتين - من 187200 طن إلى 445800 طن.في عام 1972 تم الانتهاء من بناء مبنى الركاب الجديد.
وبعد الاستقلال، أقامت جمهورية أذربيجان تعاونا اقتصاديا وثيقا مع البلدان المجاورة.وعقد مؤتمر دولي بعنوان «طريق الحرير القديم» في باكو في عام 1998 لاستعادة طرق التجارة القديمة وإرساء الأساس لمزيد من التعاون مع البلدان المعنية.تمت الموافقة على ميثاق ميناء باكو للتجارة البحرية الدولية بموجب القرار رقم 407 الصادر عن مجلس وزراء جمهورية أذربيجان في 28 نوفمبر 1994.ووفقا لهذا امليثاق، يعمل امليناء على أساس كامل ومكفول ذاتيا ككيان قانوني.
في 18 مارس 2015، بأمر من رئيس جمهورية أذربيجان إلهام علييف، تم إعادة بناء ميناء باكو وتم تأسيس شركة مساهمة مغلقة (كجسك).في الوقت الحالي، ميناء باكو يتحرك نحو أوراسيا باعتبارها النقل الرئيسي والخدمات اللوجستية تقاطع المنطقة.

## محطات
يتكون الميناء من 3 محطات:
1. ميناء باكو الجديد في ألاتمحطة الشحن الرئيسية
2. محطة العبارات
3. محطة النفط دوبندي
4. جديد ميناء في الات

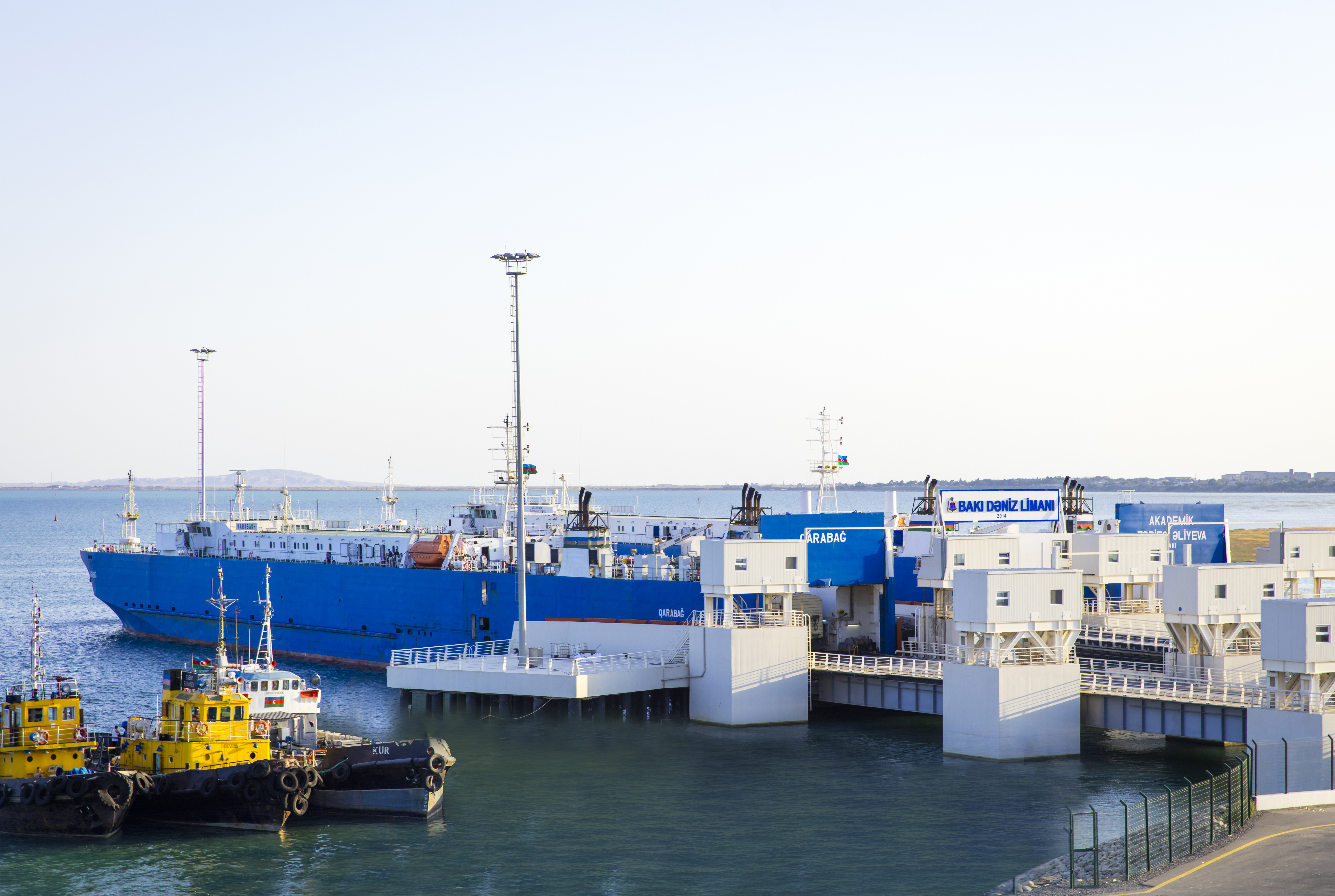
ميناء باكو الجديد في ألات

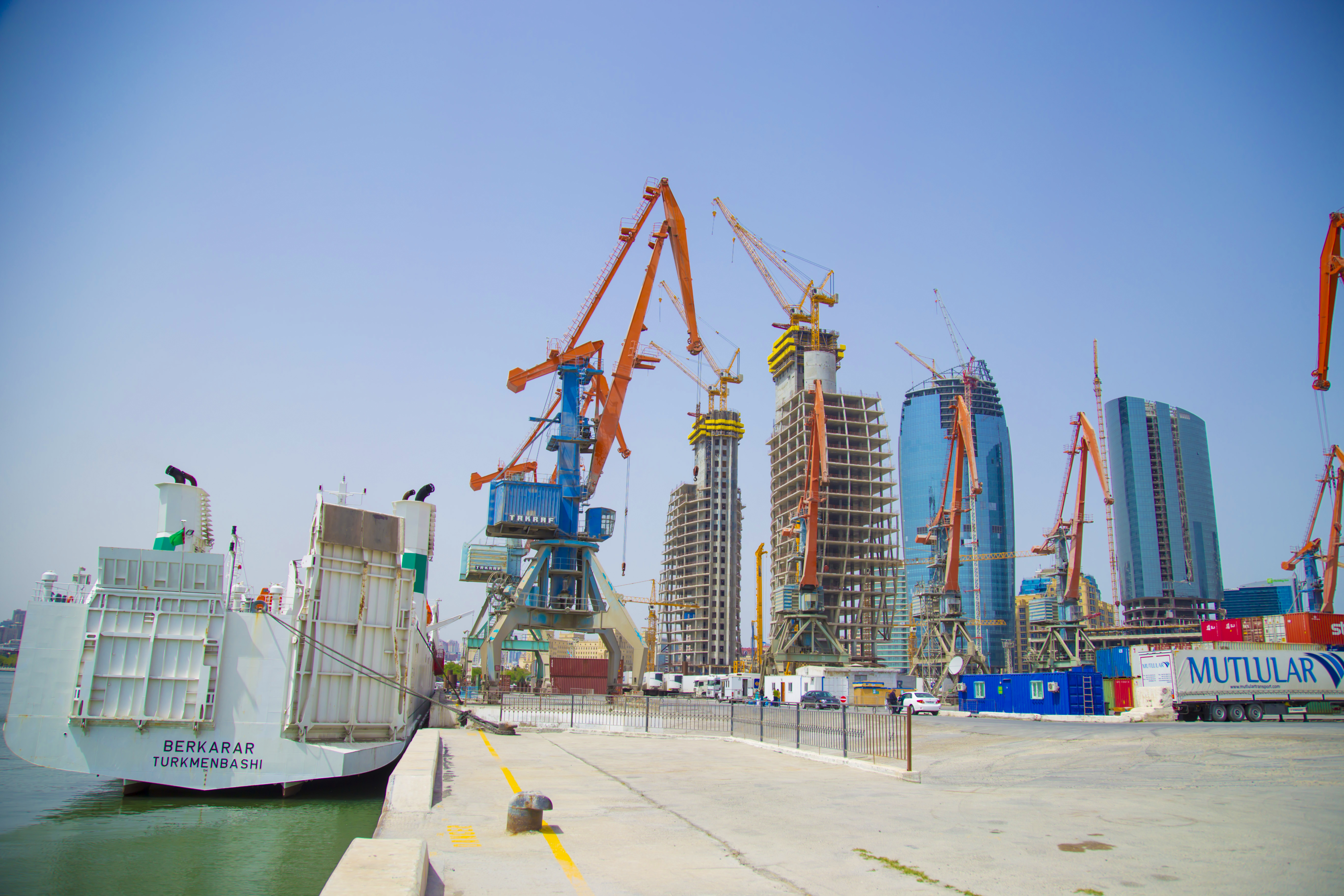
محطة الشحن الرئيسية

محطة تحميل الرئيسية يقع في وسط مدينة باكو.وهناك ثلاثة أحواض يبلغ طولها الإجمالي 545 مترا.واحدة من هذه السفن يمكن استخدامها للعمل مع رو-رو السفن روتينيا نقل الركاب والسيارات بين باكو وتركمانستان.وقد مكنتنا المحطة من معالجة أكثر من مليون قطعة من الأكوام والحاويات، بما في ذلك الأسمنت والكلنكر والتعزيز في الفترة 2013-2014.يقع فيري ترمينال في غرب نيو هاربور، في الجزء الجنوبي من مدخل الميناء.دوبيندي محطة النفط تنفذ 35٪ من التجارة في ميناء باكو.ويمكن لهذه المحطة حمل 8 ملايين طن من النفط الخام، بما في ذلك أكبر محطة بترول في شبه جزيرة ابشيرون.